# 新大野駅
新大野駅（しんおおのえき）は、かつて新潟県西蒲原郡黒埼町大字大野（現新潟市西区大野町）にあった新潟交通電車線の駅。

## 構造
片面ホーム1面1線の地上駅で平日午前のみ業務を行う簡易委託駅であった。

## 駅周辺
- 黒埼町役場（現・新潟市西区役所黒埼出張所）

## 歴史
- 1934年（昭和9年）6月15日 - 鉄道線越後大野 - 木場間に開業。
- 1943年（昭和18年）12月31日 - 新潟電鉄と新潟合同自動車との合併により新潟交通成立、同社の駅となる。
- 1961年（昭和36年） - 乗車券の販売を委託[1]。
- 1971年（昭和46年）4月 - 請負人が配置される[1]。
- 1999年（平成11年）4月5日 - 新潟交通電車線東関屋 - 月潟間廃線により廃駅となる。

## 駅跡
現在は駅施設が撤去され、線路跡は自転車・歩行者道として整備されている。
| 新大野駅跡地には駅の脇にあった自転車置き場が残っている。プラットホームも残っていた。木場側を望む。（2007年9月23日） |  | 施設の撤去が進んだ新大野駅跡地。木場側を望む。（2010年1月11日） |  | 自転車歩行者専用道路として整備された新大野駅跡地。木場側を望む。（2018年4月14日） |
| 新大野駅跡地には駅の脇にあった自転車置き場が残っている。プラットホームも残っていた。木場側を望む。（2007年9月23日） |  | 施設の撤去が進んだ新大野駅跡地。木場側を望む。（2010年1月11日） |  | 自転車歩行者専用道路として整備された新大野駅跡地。木場側を望む。（2018年4月14日） |

## 隣の駅
新潟交通
電車線
黒埼中学前駅 - 新大野駅 - 木場駅